# Ramin Azizov
Ramin Azizov (Lənkəran, 8 febbraio 1988) è un taekwondoka azero.

## Palmarès

### |Mondiali di taekwondo
- Bronzo a Campionati mondiali di taekwondo 2011

### Europei di taekwondo
- Argento a Campionati europei di taekwondo 2012